# ماريك ياروليم
ماريك ياروليم (بالتشيكية: Marek Jarolím)‏ هو لاعب كرة قدم تشيكي في مركز الوسط، ولد في 21 مايو 1984 في أولوموتس في جمهورية التشيك. شارك مع منتخب التشيك تحت 19 سنة لكرة القدم ومنتخب جمهورية التشيك تحت 21 سنة لكرة القدم. أما مع النوادي، فقد لعب مع بوهيميانز 1905 وجيجيانغ غرينتاون وسبارتا براغ وسلافيا براغ وفيكتوريا بلزن ونادي إيراكليس ونادي تيبليتسه ونادي سلوفان ليبيريتس ونادي ملادا بوليسلاف ونادي يابلونتس.

## وصلات خارجية
- ماريك ياروليم على موقع الاتحاد التشيكي (الإنجليزية)
- ماريك ياروليم على موقع قاعدة بيانات كرة القدم.إي يو (الإنجليزية)
- ماريك ياروليم على موقع بيانات كرة القدم. دي إي (الألمانية)
- ماريك ياروليم على موقع Soccerway.com (الإنجليزية)
- ماريك ياروليم على موقع عالم كرة القدم.نت (الإنجليزية)
- ماريك ياروليم على موقع AS.com (الإسبانية)